# Enšakušana
Enšakušana (sumersko 𒂗𒊮𒊨𒀭𒈾, en-sha3-kush2-an-na) ali Enšagsagana, En-šag-kuš-ana, Enukduana in En-Šakanša-Ana je bil kralj Uruka, ki je vladal sredi 3. tisočletja pr. n. št. Seznam sumerskih kraljev omenja, da je vladal 60 let. Osvojil je Hamazi, Akad, Kiš in Nipur iz zavladal celi Sumeriji.

## Vladarski naslovi
Enšakušana je privzel sumerski vladarski naslov en ki-en-gi lugal kalam (𒂗 𒆠𒂗𒄀 𒈗 𒌦), ki bi se lahko prevedel kot "vladar Sumerije in kralj vseh dežel". "en" se je morda nanašal na Uruk, "lugal" pa na Ur, kar bi lahko  ustrezalo kasnejšemu naslovu lugal ki-en-gi ki-uri - "kralj Sumerije in Akada". Naslov je nazadnje pomenil kraljevanje nad celo Mezopotamijo.

## Vladanje
Za Enšakušanovo vladanje so značilni predvsem njegovi vojni pohodi, med kateimi je bil najvidnejši pohod proti Kišu in Akšaku. Napad na obe mesti je dokazan v napisu na kamniti posodi iz Nipurja, ki se bere: 
Za Enlila, kralja vseh dežel,
(je) Enšekušana, vladar Sumerije in kralj naroda,
ko so mu bogovi ukazali,
izropal Kiš
(in) ujel Enbi-Ištarja, kralja Kiša.
Vladar Kiša in vladar Akšaka, (ko sta bili) obe mesti uničeni…
(praznina)
(?) [..] jim je vrnil,
njihove kipe, drage kovine in lapis lazuli, njihov les in zaklad pa je posvetil bogu Enlilu v Nipurju.
Številni znanstveniki  so Enšakušani pripisali plast uničenja ED IIIb v palači A in plano-konveksni stavbi v Kišu. Federico Zaina ugotavlja, da arheološki dokazi v Kišu potrjujejo "vsesplošno nasilno uničenje mesta Kiš ob koncu obdobja ED IIIb". Razen omenjenih mest na severu je Enšekušana napadel tudi Akad.

## Napisi
Znanih je več Enšakušanovih napisov. Posvetilna tablica, napisana v njegovem imenu,  je zdaj v Državnem muzeju Ermitaž v Sankt Peterburgu, Ruska federacija:

𒀭𒇽𒆪𒊏 / 𒂗𒊮𒊨𒀭𒈾 /𒂗 𒆠𒂗𒄀 / 𒈗 𒌦𒈣 / 𒌉𒂍𒇷𒇷𒈾 / 𒂍𒉌𒈬𒈾𒆕

DLU2-KU-ra / en-sha3-kush2-an-na / en ki-en-gi / lugal kalam-ma / dumu e2-li-li-na#? / e2-ni mu-na-du3

"Za ... (neznanega boga): (je) Enšakušana, vladar Sumerije in kralj vseh dežel, sin Elilina, zgradil (ta) tempelj"— Posvetilna tablica Erm 14375.
V napisu je podatek, da je bil njegov oče Elilina, verjetno kralj Elulu Urski.